# Luana Colussi
Caterina Luana Colussi (Udine, 21 aprile 1965) è una conduttrice televisiva, attrice ed ex modella italiana.

## Biografia
Inizia la sua carriera nel mondo dello spettacolo agli inizi degli anni ottanta lavorando come indossatrice e fotomodella per poi passare alla conduzione di trasmissioni radiofoniche. Nel 1988 debutta in televisione al fianco di Raimondo Vianello presentando con lui i giochi a quiz Il gioco dei 9 per due stagioni, e Quel motivetto, andato in onda sempre su Canale 5 nell'estate del 1990, da lunedi 9 luglio fino alla fine di agosto nella fascia preserale delle 19:50.
Dopo la partecipazione a programmi come Una rotonda sul mare, Calciomania e Bellissima, le viene affidata una parte nella sit-com Andy & Norman, che vede come protagonisti Zuzzurro e Gaspare. 
Nel 1992 conduce il gioco a premi Mister Miliardo, trasmesso in chiaro sulla pay-tv Telepiù. A metà degli anni novanta lascia le reti Mediaset e passa alla Rai. È la protagonista della serie Occhio di falco, in cui è la partner di Gene Gnocchi, e nel 1997 presenta insieme a Carlo Conti Va ora in onda. Due anni dopo è la protagonista femminile del video della canzone Sandra dei 360 Gradi, successo di quella estate.
Inoltre ha recitato in teatro, girato dei cortometraggi, ha avuto una piccola parte nella serie tv Don Matteo e nella miniserie tv L'attentatuni, regia di Claudio Bonivento, e ha fatto parte del cast di Quelli che il calcio in qualità di inviata dallo stadio di Udine. 
Successivamente si ritira dal mondo dello spettacolo, rifiutando anche la partecipazione a due reality show, e si dedica alla famiglia.

### Vita privata
Agli inizi degli anni novanta ha avuto una relazione con Fiorello. 
Si è separata da Pierfrancesco Micara, presidente dell'Associazione Amici del Colosseo fondata da Diego Della Valle. Dalla loro unione sono nate due figlie, Chiara e Marianna.

## Filmografia
- Andy & Norman, regia di Gianfrancesco Lazotti e Paolo Zenatello – sitcom (1991-1992)
- Occhio di falco – serie TV (1996)
- Toilette, regia di Massimo Cappelli – cortometraggio (1999)
- Don Matteo – serie TV, episodio 3x03 (2000)
- Il sinfamolle, regia di Massimo Cappelli – cortometraggio (2001)
- L'attentatuni, regia di Claudio Bonivento – miniserie TV (2001)